# Antonio Torró Sansalvador
Antonio Miguel Torró Sansalvador (Cocentaina, Alicante 1887 — Alcoy, 1937) fue un pedagogo y escritor, doctor en filosofía y religioso franciscano español.

## Biografía
Hizo el noviciado en Santo Espíritu del Monte (Gilet), de la provincia franciscana de Valencia, profesó en 1905 y, terminada la carrera eclesiástica, fue ordenado sacerdote en 1913, tomando el nombre de Antonio en detrimento de su Miguel bautismal. A continuación lo enviaron al Antonianum de Roma, donde estudió filosofía, para más tarde doctorares en Filosofía y Letras en la Universidad Central de Madrid. Persona ejemplar por su inteligencia y su virtud, ejerció en su provincia eclesiástica los cargos de lector y prefecto de estudios. Desde 1921 residió en el colegio de Onteniente (Valencia), y se dedicó al triple ministerio de la enseñanza, el pensamiento y la palabra tanto en la predicación como mediante la escritura y disertaciones públicas. 
Ejerció la docencia también en las casas franciscanas de formación y en la Universidad de Valencia. Era especialista en el pensamiento de Luis Vives, a quien dedicó su tesis doctoral, publicada en 1932. Fruto de su labor concienzuda es una veintena de libros escritos con profundidad de ideas y pureza de lenguaje. Fue iniciador o colaborador importante de obras como los Congresos Franciscanos de Estudios, los Cursillos de Verano para profesores de seminarios, o la Asociación de Amigos de Luis Vives. También es de recordar su obra como pensador estético.
Guerra Civil
Fue secuestrado y asesinado por miembros del bando republicano que le detuvieron en Alcoy el 7 de marzo de 1937, que hicieron desaparecer su cadáver. Consta que fue asesinado, entre otros documentos en la “positio”, en la que el 1 de noviembre de 2006 la Congregación para las Causas de los Santos aprobó la fase diocesana realizada en Valencia del proceso de canonización de 36 religiosos franciscanos, mártires de la persecución religiosa de 1936. Entre sus alumnos puede mencionarse a Pedro Laín Entralgo.[cita requerida]

## Obras
- Progreso armónico (estudio social), Buenos Aires 1923; 2ª ed., Barcelona 1923; 3ª edición.

- Síntesis de la Teoría del Arte, Buenos Aires 1923. Ampliada con el título Teoría del Arte, Barcelona 1927.

- Estudios sobre los místicos españoles. Fr. Juan de los Ángeles, místico-psicólogo, 2 tomos, Barcelona 1924.

- La mística franciscana (conferencia), Valladolid 1925, 2ª ed.

- San Francisco de Asís (obra monumental, comentarios espirituales a los 66 cuadros del pintor José Benlliure que ilustran la obra), Valencia 1926.

- Los caminos del amor en las almas (estudio sobre San Juan de la Cruz), 2ª ed.

- Luis Vives, pedagogo (conferencia), Cultura Valenciana, 1927.

- La pedagogía científica según Luis Vives (tesis doctoral), Barcelona 1932. Reedición: Centro de Estudios Contestanos, 2001.

- El progreso material y la felicidad del hombre (Barcelona 1933)

- Filosofía del espíritu franciscano, Barcelona 1934.

- Filosofía de la Hispanidad, Tipografía Católica Casals (Biblioteca «Paz y Bien» dirigida por los PP. Franciscanos de Valencia), Barcelona 1936, 2h. + 207 págs.